# Carlo di Lussemburgo
Carlo di Lussemburgo (nome completo in francese Charles Louis Frédéric Guillaume Marie; Colmar-Berg, 7 agosto 1927 – Pistoia, 26 luglio 1977) è stato un principe lussemburghese.

## Biografia
Nato nel castello di Berg, Carlo era il penultimo figlio della granduchessa Carlotta di Lussemburgo e del principe Felice di Borbone-Parma, fratello del granduca Giovanni di Lussemburgo e zio dell'attuale granduca Enrico. I suoi nonni paterni erano Roberto I di Parma e Maria Antonia di Braganza, quelli materni Guglielmo IV di Lussemburgo e Maria Anna di Braganza.
Con suo fratello e le sue sorelle, trascorse l'infanzia nel castello di Colmar-Berg fino all'arrivo dell'esercito tedesco nel Granducato, nel 1940. Per la grande famiglia ducale, iniziò l'esilio di cinque anni tra il Portogallo, gli Stati Uniti, il Regno Unito e il Canada, al Collège Jean-de-Brébeuf di Montreal e al Collège Saint-Charles-Garnier di Quebec City. Carlo rientrò nel Lussemburgo nel 1945.
Sposò a Parigi il 1º marzo 1967 Joan Douglas Dillon (1935-), figlia del Segretario del Tesoro americano C. Douglas Dillon e di Phyllis Chess Ellsworth, che in precedenza era stata sposata con James Brady Moseley, figlio di Frederick S. Moseley, Jr. e di Jane H. Brady. Divorziarono nella contea di Washoe, in Nevada.
Il principe Carlo e sua moglie Joan Dillon hanno due figli:
- Charlotte Marie Phyllis (New York, 15 settembre 1967), sposò civilmente a Mouchy-le-Châtel il 26 giugno 1993 e religiosamente a Saint-Rémy-de-Provence il 18 settembre 1993 Marc-Victor Cunningham (n. 24 settembre 1965), figlio di Victor Cunningham e Karen Armitage;
- Robert Louis François Marie (Fischbach Castel, 22 agosto 1968), sposò il 29 gennaio 1994 a Boston, Massachusetts, Julie Elizabeth Houston Ongaro, principessa di Nassau (n. 9 giugno 1966), figlia di Teodoro Ongaro e Katherine Houston.

Carlo morì appena 20 giorni prima del cognato Francesco Ferdinando di Hohenberg, suo coetaneo, morto a Ried in der Riedmark il 16 agosto 1977. Dopo la sua morte, sua moglie si risposò per la terza volta con Philippe François Armand Marie de Noailles, 7º duca de Mouchy.

## Titoli e trattamento
- 7 agosto 1927 - 26 luglio 1977: Sua Altezza Reale, il principe Carlo di Lussemburgo, principe di Nassau, principe di Borbone-Parma

## Ascendenza
|                             |                       |                                           | Genitori                                    |  |  | Nonni |  |  | Bisnonni           |  |  | Trisnonni         |  |
|                             |                       |                                           |                                             |  |  |       |  |  | Carlo III di Parma |  |  | Carlo II di Parma |  |
|                             |                       |                                           |                                             |  |  |       |  |  | Carlo III di Parma |  |  | Carlo II di Parma |  |
|                             |                       | Maria Teresa di Savoia                    |                                             |  |  |       |  |  | Carlo III di Parma |  |  |                   |  |
| Roberto I di Parma          |                       |                                           |                                             |  |  |       |  |  | Carlo III di Parma |  |  |                   |  |
|                             |                       | Luisa Maria di Borbone-Francia            | Carlo Ferdinando di Borbone-Francia         |  |  |       |  |  |                    |  |  |                   |  |
|                             |                       | Luisa Maria di Borbone-Francia            | Carlo Ferdinando di Borbone-Francia         |  |  |       |  |  |                    |  |  |                   |  |
|                             |                       | Luisa Maria di Borbone-Francia            | Carolina di Borbone-Due Sicilie             |  |  |       |  |  |                    |  |  |                   |  |
| Felice di Borbone-Parma     |                       | Luisa Maria di Borbone-Francia            |                                             |  |  |       |  |  |                    |  |  |                   |  |
|                             |                       | Michele del Portogallo                    | Giovanni VI di Portogallo                   |  |  |       |  |  |                    |  |  |                   |  |
|                             |                       | Michele del Portogallo                    | Giovanni VI di Portogallo                   |  |  |       |  |  |                    |  |  |                   |  |
|                             |                       | Michele del Portogallo                    | Carlotta Gioacchina di Borbone-Spagna       |  |  |       |  |  |                    |  |  |                   |  |
| Maria Antonia di Braganza   |                       | Michele del Portogallo                    |                                             |  |  |       |  |  |                    |  |  |                   |  |
|                             |                       | Adelaide di Löwenstein-Wertheim-Rosenberg | Costantino di Löwenstein-Wertheim-Rosenberg |  |  |       |  |  |                    |  |  |                   |  |
|                             |                       | Adelaide di Löwenstein-Wertheim-Rosenberg | Costantino di Löwenstein-Wertheim-Rosenberg |  |  |       |  |  |                    |  |  |                   |  |
|                             |                       | Adelaide di Löwenstein-Wertheim-Rosenberg | Agnese di Hohenlohe-Langenburg              |  |  |       |  |  |                    |  |  |                   |  |
| Carlo di Lussemburgo        |                       | Adelaide di Löwenstein-Wertheim-Rosenberg |                                             |  |  |       |  |  |                    |  |  |                   |  |
|                             | Adolfo di Lussemburgo | Guglielmo di Nassau                       |                                             |  |  |       |  |  |                    |  |  |                   |  |
|                             | Adolfo di Lussemburgo | Guglielmo di Nassau                       |                                             |  |  |       |  |  |                    |  |  |                   |  |
|                             | Adolfo di Lussemburgo | Luisa di Sassonia-Hildburghausen          |                                             |  |  |       |  |  |                    |  |  |                   |  |
| Guglielmo IV di Lussemburgo | Adolfo di Lussemburgo |                                           |                                             |  |  |       |  |  |                    |  |  |                   |  |
|                             |                       | Adelaide Maria di Anhalt-Dessau           | Federico Augusto di Anhalt-Dessau           |  |  |       |  |  |                    |  |  |                   |  |
|                             |                       | Adelaide Maria di Anhalt-Dessau           | Federico Augusto di Anhalt-Dessau           |  |  |       |  |  |                    |  |  |                   |  |
|                             |                       | Adelaide Maria di Anhalt-Dessau           | Maria Luisa Carlotta d'Assia-Kassel         |  |  |       |  |  |                    |  |  |                   |  |
| Carlotta di Lussemburgo     |                       | Adelaide Maria di Anhalt-Dessau           |                                             |  |  |       |  |  |                    |  |  |                   |  |
|                             |                       | Michele del Portogallo                    | Giovanni VI di Portogallo                   |  |  |       |  |  |                    |  |  |                   |  |
|                             |                       | Michele del Portogallo                    | Giovanni VI di Portogallo                   |  |  |       |  |  |                    |  |  |                   |  |
|                             |                       | Michele del Portogallo                    | Carlotta Gioacchina di Borbone-Spagna       |  |  |       |  |  |                    |  |  |                   |  |
| Maria Anna di Braganza      |                       | Michele del Portogallo                    |                                             |  |  |       |  |  |                    |  |  |                   |  |
|                             |                       | Adelaide di Löwenstein-Wertheim-Rosenberg | Costantino di Löwenstein-Wertheim-Rosenberg |  |  |       |  |  |                    |  |  |                   |  |
|                             |                       | Adelaide di Löwenstein-Wertheim-Rosenberg | Costantino di Löwenstein-Wertheim-Rosenberg |  |  |       |  |  |                    |  |  |                   |  |
|                             |                       | Adelaide di Löwenstein-Wertheim-Rosenberg | Agnese di Hohenlohe-Langenburg              |  |  |       |  |  |                    |  |  |                   |  |
|                             |                       | Adelaide di Löwenstein-Wertheim-Rosenberg |                                             |  |  |       |  |  |                    |  |  |                   |  |